# Albrechtsberg an der Großen Krems
Albrechtsberg an der Großen Krems ist eine Marktgemeinde mit 989 Einwohnern (Stand 1. Jänner 2025) im Bezirk Krems-Land in Niederösterreich.

## Geografie
Albrechtsberg an der Großen Krems liegt im Waldviertel in Niederösterreich. Die Fläche der Marktgemeinde umfasst 28,72 km². 41,31 % der Fläche sind bewaldet.

### Gemeindegliederung
Das Gemeindegebiet umfasst 10 Ortschaften (in Klammern Einwohnerzahl Stand 1. Jänner 2025):
- Albrechtsberg an der Großen Krems (292) samt Brauhaus
- Arzwiesen (41)
- Attenreith (81)
- Els (158)
- Eppenberg (84)
- Gillaus (130)
- Harrau (33)
- Klein-Heinrichschlag (85)
- Marbach an der Kleinen Krems (56)
- Purkersdorf (29)

Die Gemeinde besteht aus den Katastralgemeinden Albrechtsberg, Arzwiesen, Attenreith, Els, Eppenberg, Gillaus, Harrau, Kleinheinrichschlag, Marbach an der Kleinen Krems und Purkersdorf.

### Nachbargemeinde
|                             | Lichtenau | Gföhl     |
| Kottes-Purk (Bezirk Zwettl) | Kompass   |           |
|                             |           | Weinzierl |

## Geschichte
Der Ort ist geprägt durch die auf einem steilen Hügel aufragende Burg, die 1230 erstmals urkundlich erwähnt wurde und zu den bemerkenswertesten Burganlagen der Gegend gezählt wird. Beim Aufgang zur Burg entstand eine kleine unregelmäßige Siedlung und im Tal ein Grabendorf. Innerhalb der hohen Ringmauern erhebt sich die barocke Pfarrkirche, eine ehemalige Wallfahrtskirche. Um 1380 wurde Albrechtsberg eine selbständige Pfarre.
Laut Adressbuch von Österreich waren im Jahr 1938 in Albrechtsberg ein Arzt, eine Bäckerin, ein Fleischer, drei Gastwirte, zwei Gemischtwarenhändler, eine Hebamme, ein Schlosser, ein Schmied, ein Schneider und eine Schneiderin, zwei Schuster, eine Strickerei, zwei Tischler, ein Uhrmacher, ein Viktualienhändler, ein Wagner, ein Zimmerer und mehrere Landwirte ansässig. Weiters gab es ein Kaffeehaus.

### Einwohnerentwicklung
| Albrechtsberg an der Großen Krems: Einwohnerzahlen von 1869 bis 2025 | Albrechtsberg an der Großen Krems: Einwohnerzahlen von 1869 bis 2025 | Albrechtsberg an der Großen Krems: Einwohnerzahlen von 1869 bis 2025 | Albrechtsberg an der Großen Krems: Einwohnerzahlen von 1869 bis 2025 | Albrechtsberg an der Großen Krems: Einwohnerzahlen von 1869 bis 2025 |
| -------------------------------------------------------------------- | -------------------------------------------------------------------- | -------------------------------------------------------------------- | -------------------------------------------------------------------- | -------------------------------------------------------------------- |
| Jahr                                                                 |                                                                      |                                                                      |                                                                      | Einwohner                                                            |
| 1869                                                                 | 1869                                                                 |                                                                      | 1.577                                                                | 1.577                                                                |
| 1880                                                                 | 1880                                                                 |                                                                      | 1.618                                                                | 1.618                                                                |
| 1890                                                                 | 1890                                                                 |                                                                      | 1.626                                                                | 1.626                                                                |
| 1900                                                                 | 1900                                                                 |                                                                      | 1.516                                                                | 1.516                                                                |
| 1910                                                                 | 1910                                                                 |                                                                      | 1.557                                                                | 1.557                                                                |
| 1923                                                                 | 1923                                                                 |                                                                      | 1.504                                                                | 1.504                                                                |
| 1934                                                                 | 1934                                                                 |                                                                      | 1.579                                                                | 1.579                                                                |
| 1939                                                                 | 1939                                                                 |                                                                      | 1.532                                                                | 1.532                                                                |
| 1951                                                                 | 1951                                                                 |                                                                      | 1.436                                                                | 1.436                                                                |
| 1961                                                                 | 1961                                                                 |                                                                      | 1.348                                                                | 1.348                                                                |
| 1971                                                                 | 1971                                                                 |                                                                      | 1.305                                                                | 1.305                                                                |
| 1981                                                                 | 1981                                                                 |                                                                      | 1.235                                                                | 1.235                                                                |
| 1991                                                                 | 1991                                                                 |                                                                      | 1.103                                                                | 1.103                                                                |
| 2001                                                                 | 2001                                                                 |                                                                      | 1.100                                                                | 1.100                                                                |
| 2011                                                                 | 2011                                                                 |                                                                      | 1.063                                                                | 1.063                                                                |
| 2021                                                                 | 2021                                                                 |                                                                      | 1.008                                                                | 1.008                                                                |
| 2025                                                                 | 2025                                                                 |                                                                      | 989                                                                  | 989                                                                  |
| Quelle(n): Statistik Austria, Gebietsstand 1.1.2021                  |                                                                      |                                                                      |                                                                      |                                                                      |

## Kultur und Sehenswürdigkeiten
- Siehe auch: Liste der denkmalgeschützten Objekte in Albrechtsberg an der Großen Krems

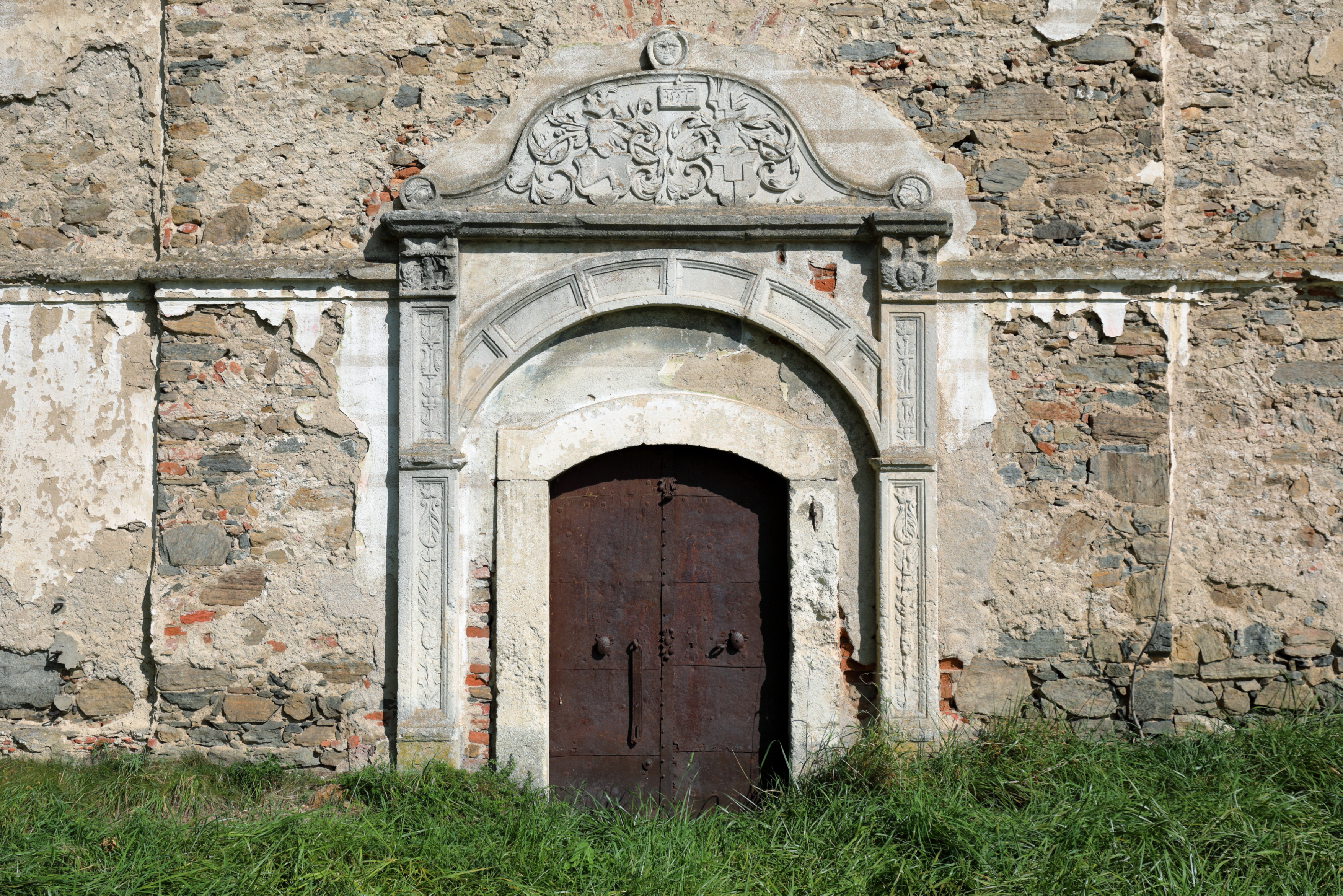
Portal des Schüttkastens in Els

- Burg Albrechtsberg an der Großen Krems
- Katholische Pfarrkirche Albrechtsberg Mariä Himmelfahrt
- Katholische Pfarrkirche Els hl. Pankratius
- Schüttkasten Els

## Wirtschaft und Infrastruktur
Im Jahr 2010 gab es in der Gemeinde 107 land- und forstwirtschaftliche Betriebe. Mit Stand von 2011 waren zudem 43 nichtlandwirtschaftliche Arbeitsstätten ausgewiesen. Die Zahl der Erwerbstätigen am Wohnort lag 2011 bei 544, was einer Erwerbsquote von 52,4 Prozent entspricht.

### Öffentliche Einrichtungen
In der Ortschaft selbst gibt es einen Kindergarten und eine Volksschule. Die Neue Mittelschule befindet sich in der Katastralgemeinde Els.

## Politik

### Gemeinderat
Der Gemeinderat hat 19 Mitglieder.
- Mit den Gemeinderatswahlen in Niederösterreich 1990 hatte der Gemeinderat folgende Verteilung: 13 ÖVP, 5 SPÖ und 1 FPÖ.
- Mit den Gemeinderatswahlen in Niederösterreich 1995 hatte der Gemeinderat folgende Verteilung: 13 ÖVP, 4 SPÖ und 2 FPÖ.[8]
- Mit den Gemeinderatswahlen in Niederösterreich 2000 hatte der Gemeinderat folgende Verteilung: 9 ÖVP, 6 Unabhängige Gemeindeliste (ÖVP), 3 SPÖ und 1 FPÖ.[9]
- Mit den Gemeinderatswahlen in Niederösterreich 2005 hatte der Gemeinderat folgende Verteilung: 8 ÖVP, 6 Unabhängige Gemeindeliste (ÖVP) und 5 SPÖ.[10]
- Mit den Gemeinderatswahlen in Niederösterreich 2010 hatte der Gemeinderat folgende Verteilung: 10 ÖVP, 6 Unabhängige Gemeindeliste (ÖVP) und 3 SPÖ.[11]
- Mit den Gemeinderatswahlen in Niederösterreich 2015 hatte der Gemeinderat folgende Verteilung: 9 ÖVP, 7 Unabhängige Gemeindeliste (ÖVP) und 3 SPÖ.[12]
- Mit den Gemeinderatswahlen in Niederösterreich 2020 hat der Gemeinderat folgende Verteilung: 15 ÖVP und 4 SPÖ.[13]
- Mit den Gemeinderatswahlen in Niederösterreich 2025 hat der Gemeinderat folgende Verteilung: 12 ÖVP, 2 SPÖ und 5 FPÖ.[14]

### Bürgermeister
- 2000–2015 Ingrid Kleber (ÖVP)[15]
- 2015–2025 Franz Rosenkranz (ÖVP)[16]
- seit 2025 Andreas Groyß (ÖVP)[17]

### Gemeindepartnerschaften
- seit 2000: Římov, Tschechien[18]

## Persönlichkeiten

### Ehrenbürger
- Hans Denk (1942–2019), 1979 Provisor und 1980 bis 2014 Pfarrer von Albrechtsberg

### Personen mit Bezug zur Gemeinde
- Alexander Tollmann (1928–2007), Geologe und Politiker[19]